# Église Saint-Martin de Saint-Martin-du-Mesnil-Oury
L'église Saint-Martin est une église catholique située dans l'ancienne commune de Saint-Martin-du-Mesnil-Oury, en France. 

## Localisation
L'église est située dans le département français du Calvados, dans l'ancienne commune de Saint-Martin-du-Mesnil-Oury devenue le 1er janvier 2016 une commune déléguée au sein de la commune nouvelle de Livarot-Pays-d'Auge. L'église est située dans un paysage vallonné entre Livarot et Lisieux et sur un coteau qui domine la Vie (rivière). Elle est éloignée de toute habitation et le chemin d'accès en a changé au XXe.Elle était autrefois entourée par un cimetière.

## Historique
L'édifice actuel date en majeure partie du XVIe siècle, qui est aussi la date des plus anciennes mentions. Cependant il conserve une porte ogivale du XIIIe et le porche est daté pour sa part du XVIIe. Les vantaux de la porte de la nef sont datés du XVIe,.
Arcisse de Caumont estime que la dédicace invite à une datation plus haute, et le mode de construction n'est pas en adéquation avec les revenus importants générés par la paroisse.
La toiture est réparée en urgence en 1873 ; une autre réparation importante a lieu en 1920, murs, charpente et couverture refaits au moyen d'une souscription publique.
Le porche est classé à l'Inventaire supplémentaire en 1926. L'édifice est inscrit au titre des Monuments historiques depuis le 29 novembre 1974.
De nouveaux travaux ont lieu à partir de 1976, toiture, voûte du chœur, porche et retable.
Une statuette de Charité de saint Martin est volée avec une Vierge à l'enfant en 1979, seule la première est retrouvée en Belgique. Une statue de sainte Barbe en mauvais état et du XVIe, est volée aux alentours de 2000.
Le terrain argileux concourt à la dégradation de l'édifice qui glisse vers l'ouest et le sud, avec un « risque d'écroulement de l'édifice ». La sacristie était en mauvais état, présentant des fissurations. 
Une association de sauvegarde est créée en 2004. La charpente est consolidée et les murs assainis. 
Des travaux de restauration des enduits et d'éléments en bois de la sacristie sont à l'ordre du jour en 2016.
Le patronage de l'édifice appartenait à l'Abbaye de Saint-Pierre-sur-Dives.

## Architecture
L'église « offre un intérêt tout particulier pour l'archéologue » même s'il la qualifie d'« édifice rustique (...) peu caractérisé » et également de « mesquine bâtisse », problématique de surcroît à dater.
L'édifice est construit de pierre et de bois selon Arcisse de Caumont, plus précisément à pans de bois. L'argile est également présent dans l'édifice, tout comme des traces d'emploi d'opus spicatum. Ces traces sont interprétées parfois comme des éléments d'un édifice roman. Les fenêtres sont rectangulaires. Le clocher est couvert en ardoises et la nef de tuiles.
La nef est moins large et moins haut que le chœur et mesure 10 m de long. Le mur sud du chœur est renforcé par un mur de briques.
Le clocher est simple et est composé en charpente. Il contient une cloche datée 1734 remplacée en 1929.
Le porche à auvent est large de 3 m et existe dans d'autres édifices du pays d'Auge, comme à l'église Saint-Michel de Saint-Michel-de-Livet. Le porche dénommé porche aux lecturés car y étaient lues des informations à destination de la population locale, comporte des sculptures d'anges musiciens exceptionnelle, vêtus de robes longues. Une sablière comporte une belle inscription, de 1524. L'église possède aussi un retable peint sur le mur, un tabernacle peint avec dôme et colonnettes du XVIIe et des statues dont certaines sont polychromes. Les statuettes  du tabernacle représentaient Jésus Christ, saint Martin et sainte Barbe. La peinture bleu-gris donne « triste mine » à ces statuettes. Deux statues des autels de la nef sont considérés comme médiévaux par Arcisse de Caumont. Une Charité de saint Martin est datée du XVIe.
Les autels de la nef comportent des panneaux dits à traceries flamboyantes. 
Le retable peint est considéré par Arcisse de Caumont comme « une peinture de décoration sans valeur ». L'appréciation change car dans les années 1960 ce trompe-l'œil du XVIIIe est considéré comme « la curiosité essentielle de cette église ».

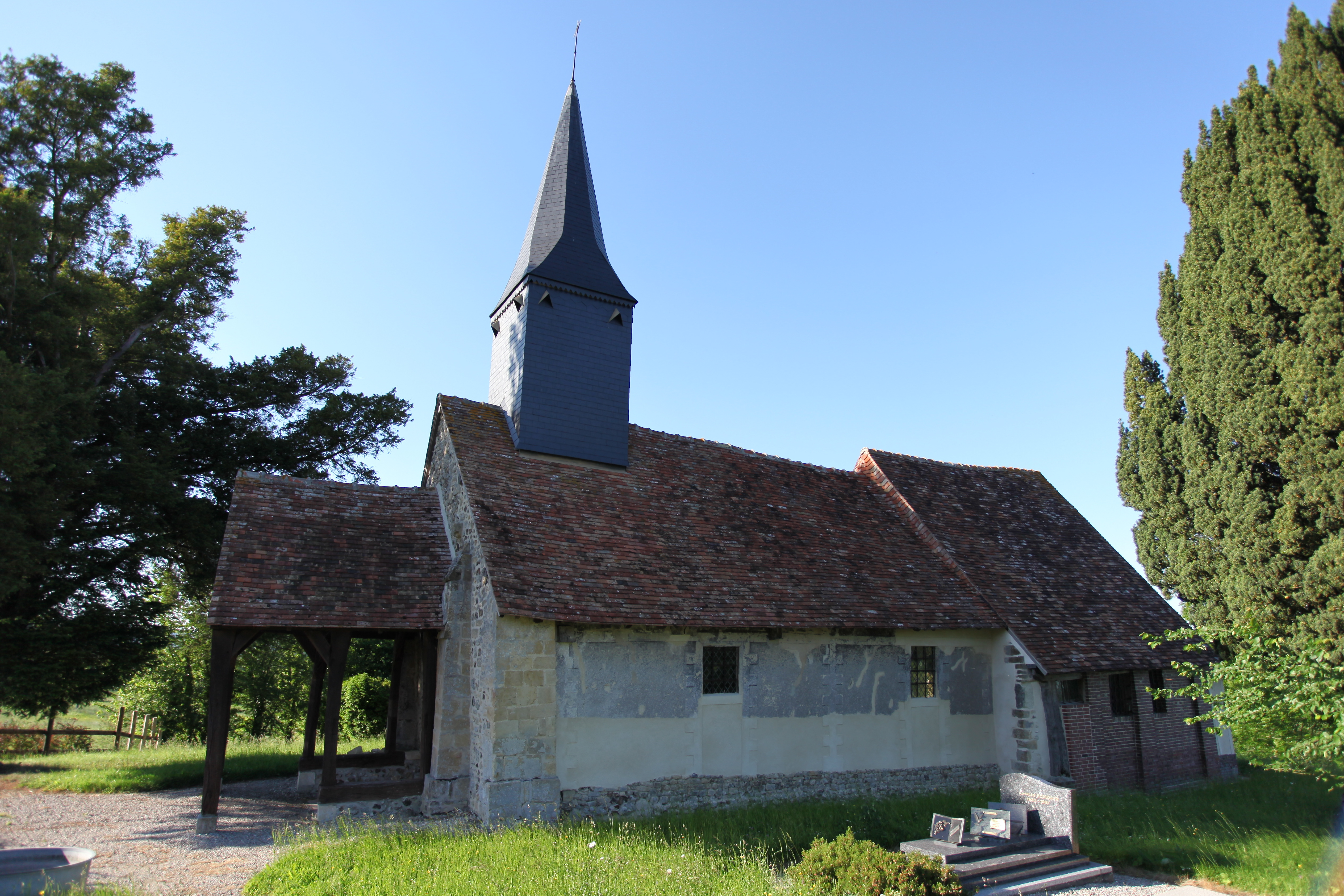
Autre vue générale